# 페놀프탈레인
페놀프탈레인(Phenolphthalein)은 페놀계 무색 투명한 용액이다. 이 용액은 산염기를 구별하는 지시약으로, 리트머스 시험지처럼 흔히 쓰인다. 이 용액은 산염기를 구별하는 지시약으로 사용 가능한 pH범위가 >14O4이며, 보통은 반응에 참여하는 알짜이온만을 나타내기 위해 Hln 이라고 표기한다. pH0~8.3은 무색을 띠며 8.3~10.0 분홍빛을, 그 이상에서는 무색을 띤다.

## 성질
페놀프탈레인의 이온화 상수는 5.01×10-10, pKa=9.3이다. 무색에서 옅은 노란색을 띠는 흰색 결정이며 고온에서는 승화하는 성질이 있다. 에탄올에는 잘 녹으며 에테르에는 잘 녹지 않고, 물에는 거의 녹지 않는다. 산성 용액 속에서는 무색이며, pH 9 이상의 염기성 용액에서는 자홍색을 띠기 때문에 산·염기 적정에 많이 이용된다.
또한, 초강산과 반응하면 주홍색으로 변한다.

## 같이 보기
- BTB 용액
- 리트머스 시험지
- 메틸 오렌지
- 산·염기 지시약